# Offshore-Windpark Gennaker
Der Windpark Gennaker ist ein geplanter Offshore-Windpark in der südlichen Ostsee, etwa 15 km nördlich des Darß in Mecklenburg-Vorpommern.
Die Fläche befindet sich im Bereich um den vorhandenen OWP EnBW Baltic 1 innerhalb des Küstenmeeres. Er soll aus 103 Windenergieanlagen von Siemens Gamesa mit einer Nennleistung bis zu 9 Megawatt und einem Rotordurchmesser von 167 Metern bestehen und insgesamt 927 MW Nennleistung erbringen. Im Juni 2019 erhielt die OWP Gennaker GmbH mit Sitz in Bremen, eine frühere Tochter der Wpd, die Genehmigung nach Bundes-Immissionsschutzgesetz für die Errichtung und den Betrieb der 103 Anlagen. Geplanter Baubeginn war 2023, die volle Kapazität sollte bis 2027 erreicht sein.
Im Mai 2022 verkaufte Wpd das Offshore-Geschäft an den Infrastrukturfonds Global Infrastructure Partners. Der Fonds führt die Aktivitäten in der Skyborn Renewables GmbH weiter.
Ende 2022 beantragte der Betreiber eine im Sinne des Bundesimmissionsschutzgesetzes wesentliche Änderung: Statt Siemens SWT-8.0-154 soll die Siemens Gamesa SG 8.0-167 DD mit größerem Rotordurchmesser gebaut werden. Am 25. März 2024 wurde die Änderung vom Staatlichen Amt für Landwirtschaft und Umwelt Vorpommern genehmigt.
Im Juni 2024 wechselte Skyborn erneut den Anlagentyp zur Siemens Gamesa SG 14-236 DD. Bei gleichbleibender Leistung des Windparks, verringert sich die Anlagenanzahl auf 63 Turbinen. Die Offshore-Arbeiten sollen im Jahr 2027 beginnen.

## Netzanschluss
Die Windenergieanlagen werden durch Mittelspannungskabel mit zwei Umspannplattformen im Windpark verbunden, die den Strom auf Höchstspannung von 220 kV transformieren. Von dort aus wird der Strom über Seekabel in ein neues Umspannwerk im Raum Gnewitz ans Festland übertragen. Die Netzanbindung besteht aus drei Drehstrom-Leitungssystemen, die je eine Länge von rund 50 Kilometern auf See und 35 Kilometern an Land haben. Für den Netzanschluss ist das Unternehmen 50Hertz Offshore zuständig.

## Kritik
Gegen die Ausweisung des marinen Vorranggebietes für Windenergieanlagen im Landesraumentwicklungsprogramm nördlich der Halbinsel Fischland-Darß-Zingst vom 27. Mai 2016 haben die Gemeinden Zingst, Prerow, Born a. Darß und zwei regionale Tourismusverbände Antrag auf Normenkontrolle gestellt. Sie befürchten negative Auswirkungen auf den Tourismus insbesondere auf die Ostseeheilbäder als touristisches Ziel. Ihre wirtschaftliche Situation und Unabhängigkeit hänge im Wesentlichen vom touristischen Erfolg im Gemeindegebiet ab. Das Oberverwaltungsgericht Mecklenburg-Vorpommern hat die Anträge bereits als unzulässig abgelehnt, weil die Antragsbefugnis fehle. Allein der Umstand, dass die Windenergieanlagen von dem jeweiligen Gemeindegebiet aus zu sehen sein werden, reicht insoweit nicht aus.
Der Naturschutzbund Deutschland (NABU) fürchtet negative Auswirkungen auf Vogelarten (darunter Kraniche, Trauer- und Eisenten sowie Singvögel). Der Windpark befinde sich in einem zentralen Flugkorridor zwischen Skandinavien und Südeuropa. Der NABU wendet zudem ein, der Windpark beeinträchtige Schutzgebiete in unmittelbarer Nähe (Kadetrinne, Plantagenetgrund, Vorpommersche Boddenlandschaft und nördlicher Strelasund), stelle eine Gefahr für Schweinswale dar, erhöhe die Gefahr einer Havarie und sei ohne zugewiesenen Netzanschluss nicht genehmigungsfähig. Stand März 2022 war über den Widerspruch noch nicht entschieden.